# Площа Ринок (Львів)

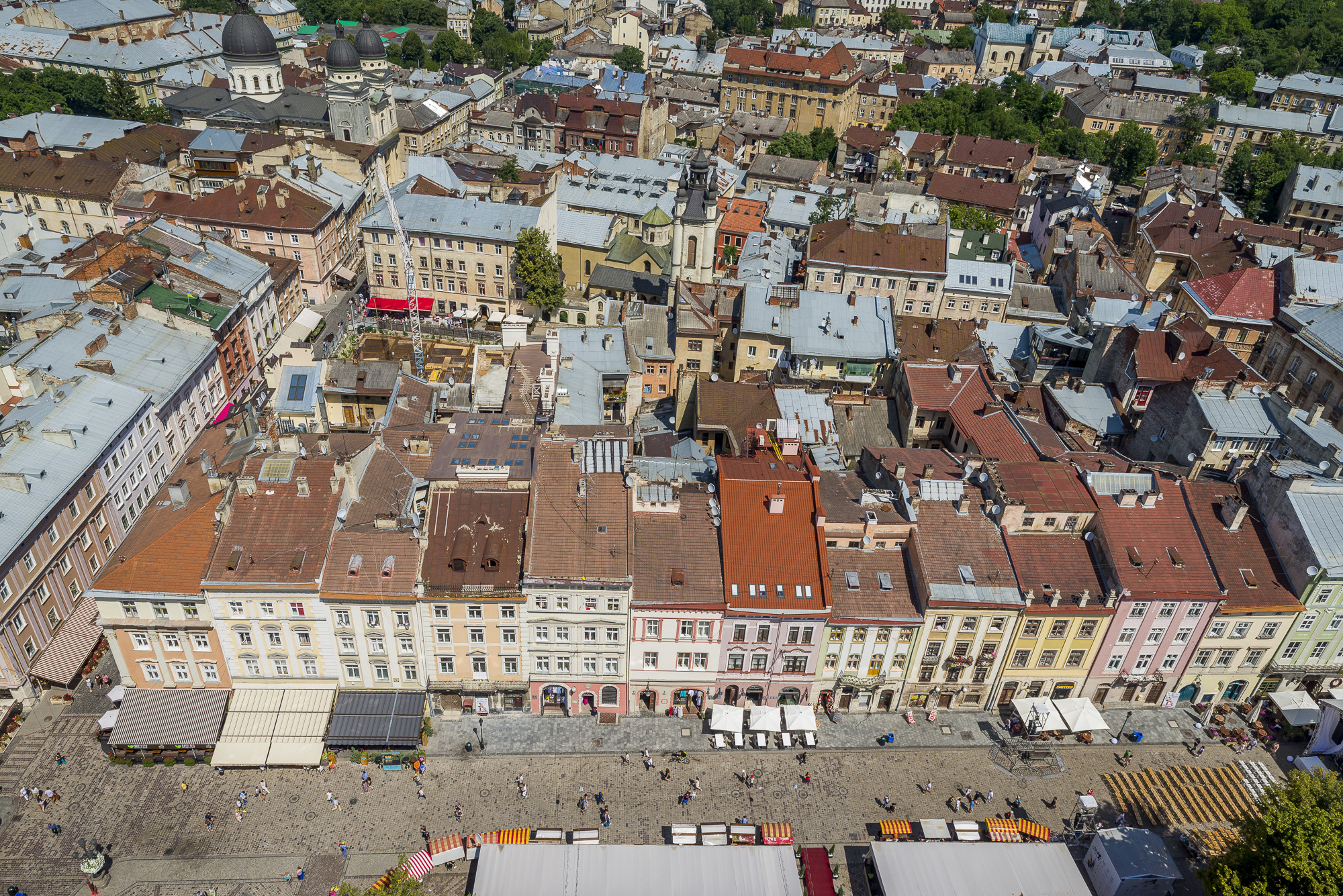
Краєвид з оглядового майданчика на вежі Ратуші

Пло́ща Ри́нок — центральний майдан у Львові, історичне серце сучасного міста, характерне для середньовічної архітектури європейських міст. Центр історичної дільниці Середмістя.

## Історія
Згадки про теперішню головну площу Львова містить книга протоколів судових засідань Львівської міської ради 1382—1389 років (найстаріша в Україні). Там вона фігурує як circulo, що є калькою з німецького ring, слова яке надалі трансформувалося у звичне слов'янське ринок.
Площа виникла за князювання Лева Даниловича у другій половині XIII століття. внаслідок регулярного планування забудови за взірцем середньовічних західноєвропейських міст, як центр торговельного та суспільного життя нового  міста, що підтвердили археологічні розкопки 2017 року.
Німецька колонія княжого Львова отримала від короля Казимира III нові привілеї, зокрема, дозвіл закласти нове укріплене місто південніше Високого Замку в низькій, багнистій, рідко заселеній тоді околиці. 
|  | Може бути, що в сю сторону простягалися німецькі оселі від костелу Марії Сніжної, і тому німці дістали сей простір для себе. Так повстав новий німецький Львів |

.
Для парцеляції було застосовано давню галицьку, похідну від грецького ліктя, систему мір. Ще до пожежі 1381 року на площі переважала мурована забудова. З кожного кута площі виходять дві взаємоперпендикулярні вулиці, котрі закінчувалися біля міських фортифікацій, що опоясували середньовічне місто. Площу розміром 142×129 метрів утворюють 44 будинки та ратуша в центрі. Більшість ділянок під забудову мала однакову площу, що було зумовлено уніфікацією податків. 1452 року площа і головні вулиці були забруковані. Від початкової готичної забудови, яка загинула під час пожежі 1527 року, збереглися підвали та фрагменти стін з готичними деталями. Дбайливо відновлюючи вцілілі мури, нові будинки після руйнівної пожежі містяни будують тільки з каменю та цегли і називають їх кам'яницями.

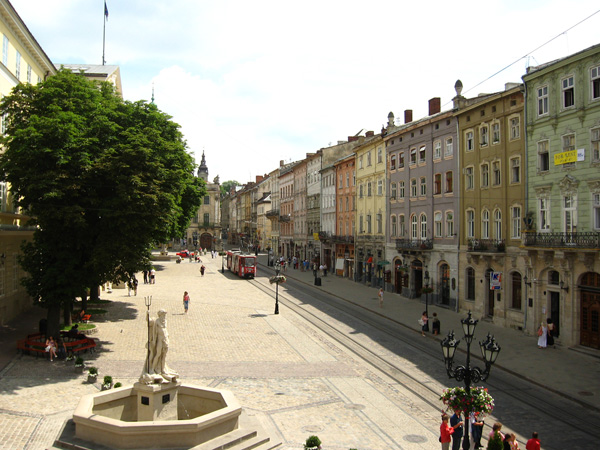
Південна сторона площі Ринок; ліворуч будинок ратуші, фонтан «Нептун»
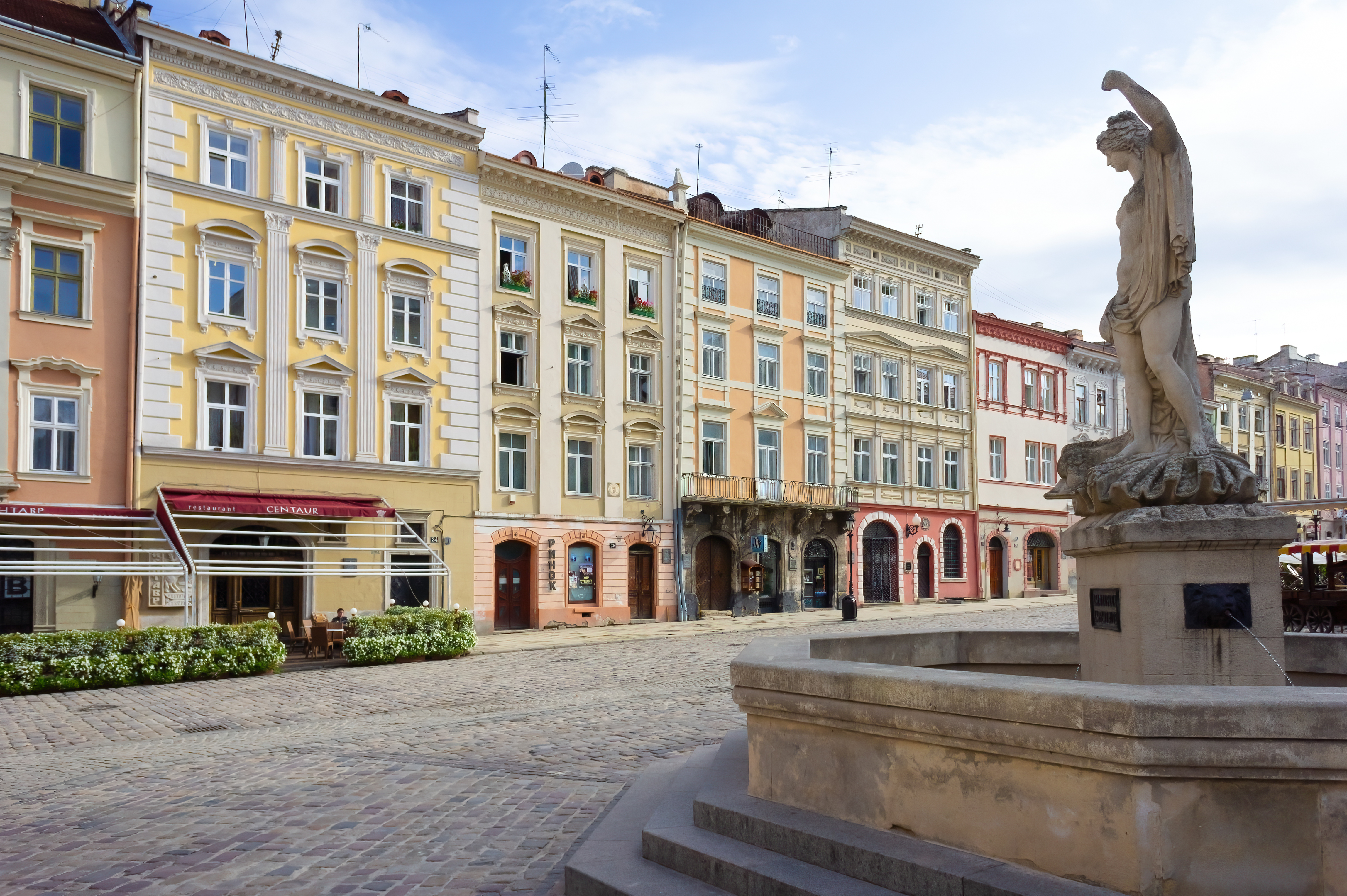
Північна сторона площі Ринок, фонтан «Амфітріта»
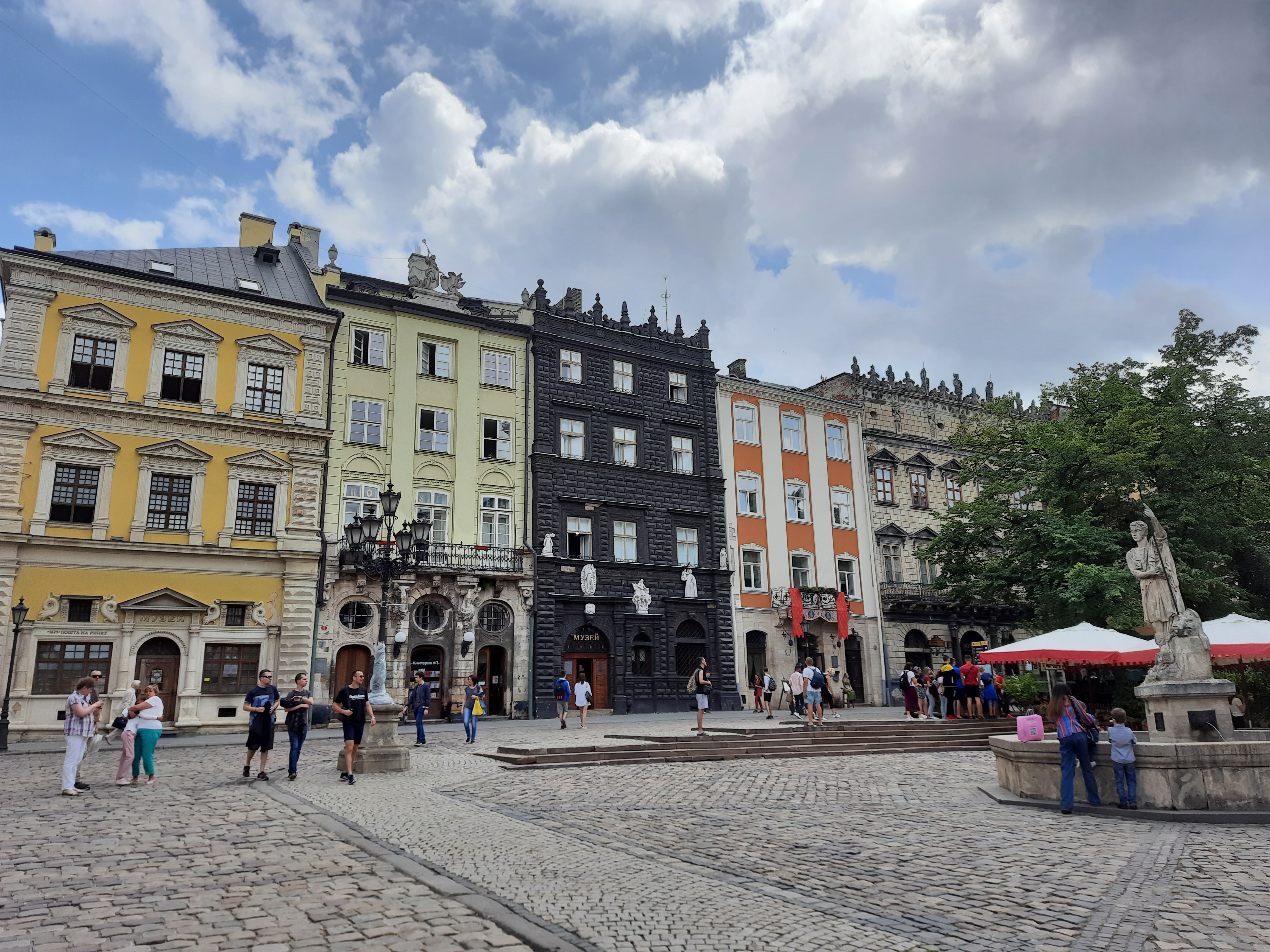
Східна сторона площі Ринок, «Чорна кам'яниця», фонтан «Адоніс»
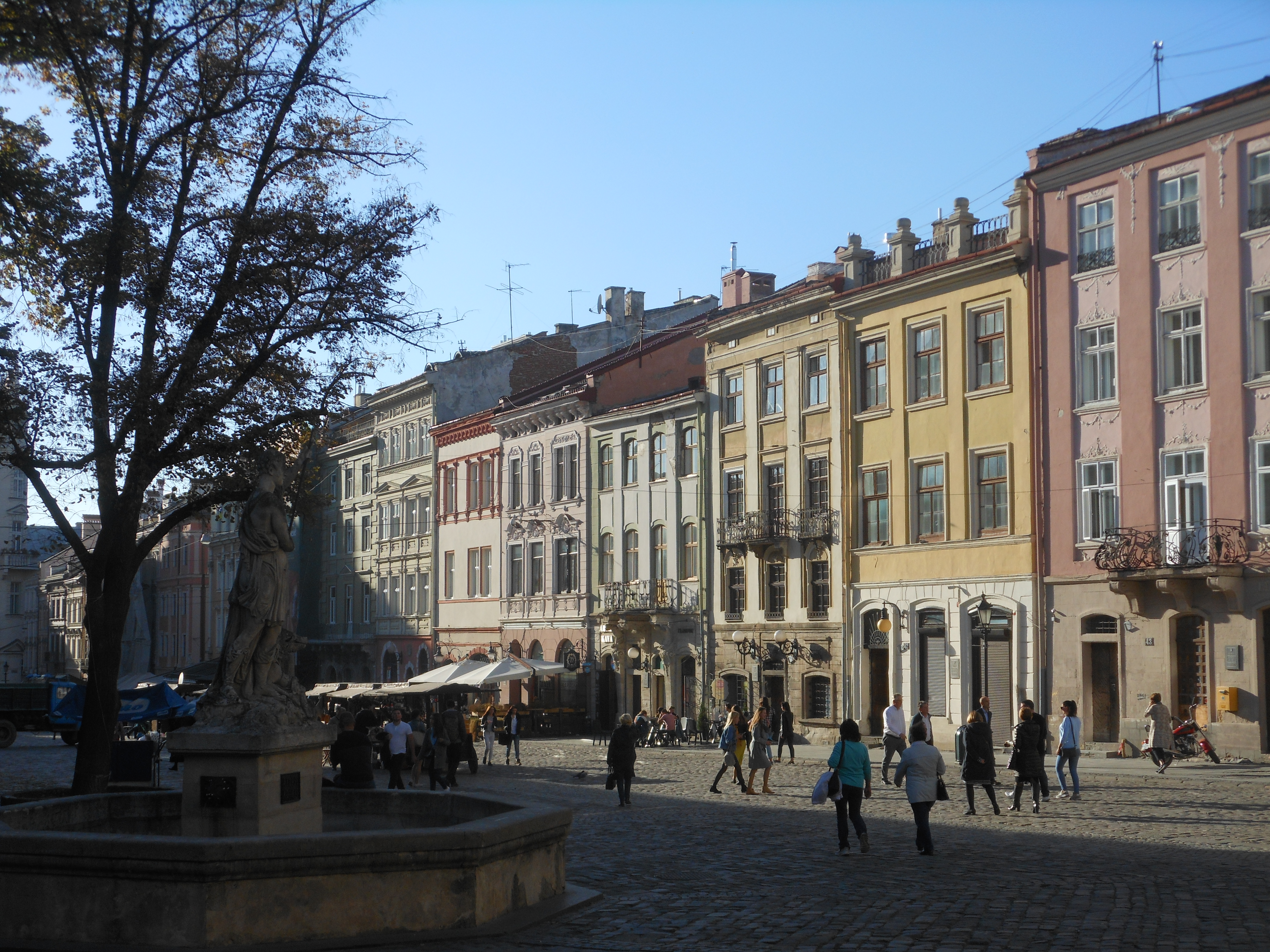
Північна сторона площі Ринок

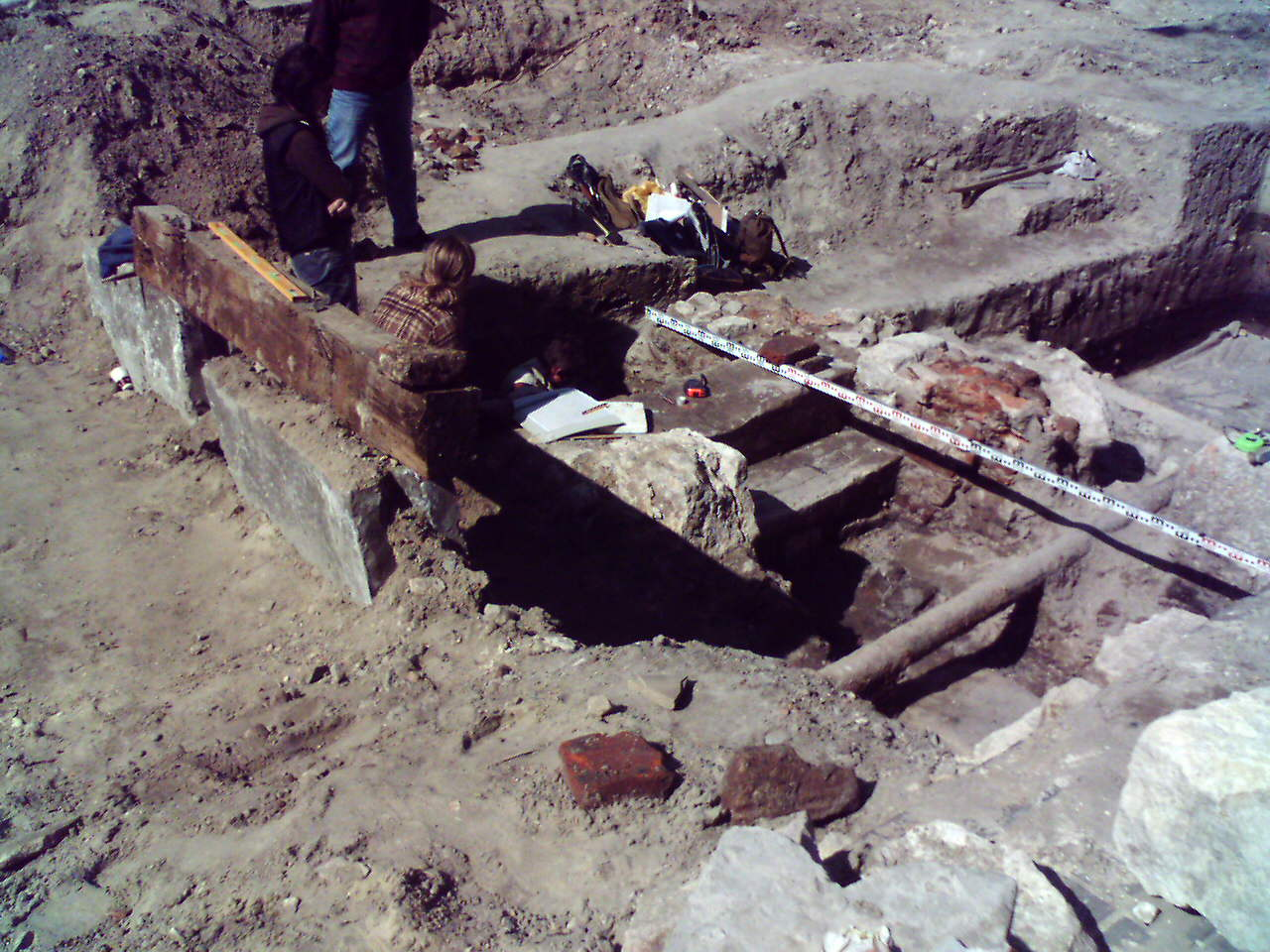
Розкопки під трамвайною колією навпроти головного входу в ратушу, травень 2006

Архітектурний вигляд площі формувався в період розквіту ренесансу у Львові. Ансамбль створювали найкращі архітектори — Петро Красовський, Мартин Градовський, Петро з Барбони, Павло Римлянин, Бернард Меретин, Себастьян Фесінґер та інші. Будівлі споруджувались за замовленням багатої знаті і заможних купців, оскільки ділянки на центральній площі міста були дуже дорогими. Лише дворяни та вище духовенство мали право споруджувати будинки вище трьох поверхів заввишки; лише вони мали право розміщувати на фасаді більше трьох вікон на одному поверсі. Це наклало свій відбиток на архітектурний вигляд будівель: більшість будинків побудовані на вузьких, витягнутих вглибину ділянках, складаються із головної будівлі, внутрішнього двору та флігеля.
Фасади будинків здебільшого тривіконні із асиметрично розміщеними прорізами, що відповідає ренесансній структурі планування: двовіконна світлиця і одновіконна бокова кімната (ванькир). До XVI століття перші поверхи будинків мали криті галереї-підсіння. Підвали виходили за лінію фасаду під теперішній тротуар і мали вхід з вулиці. Нумерації будинків не було. Кожна кам'яничка мала назву від прізвища власника або за елементами декоративного оформлення фасаду: «Під левом», «Під оленем», «кам'яниця Лукашевичів».
Упродовж багатьох століть площа Ринок була центром усього життя Львова — економічного, політичного, культурного. Тут вирував базар, який відвідували перси і англійці, турки і голландці, росіяни і французи.
На площі розміщувалося міське управління, виконувалися судові вироки, влаштовувалися різноманітні урочистості, вистави, процесії.
На площі Ринок у XIX—XX століттях існував ринок, де торгували лише продуктами рільництва — овочами, фруктами, молочними продуктами, а також квітами. У 1940-х роках продуктовий ринок з площі Ринок був перенесений на площу Святого Теодора, де функціював до кінця 1950-х років. Наприкінці 1950-х років вже цей ринок був перенесений на територію старого єврейського цвинтаря, де від 1947 року вже працював колгоспний «Центральний ринок» (нині — Краківський ринок).

## Пам'ятки

### Ратуша

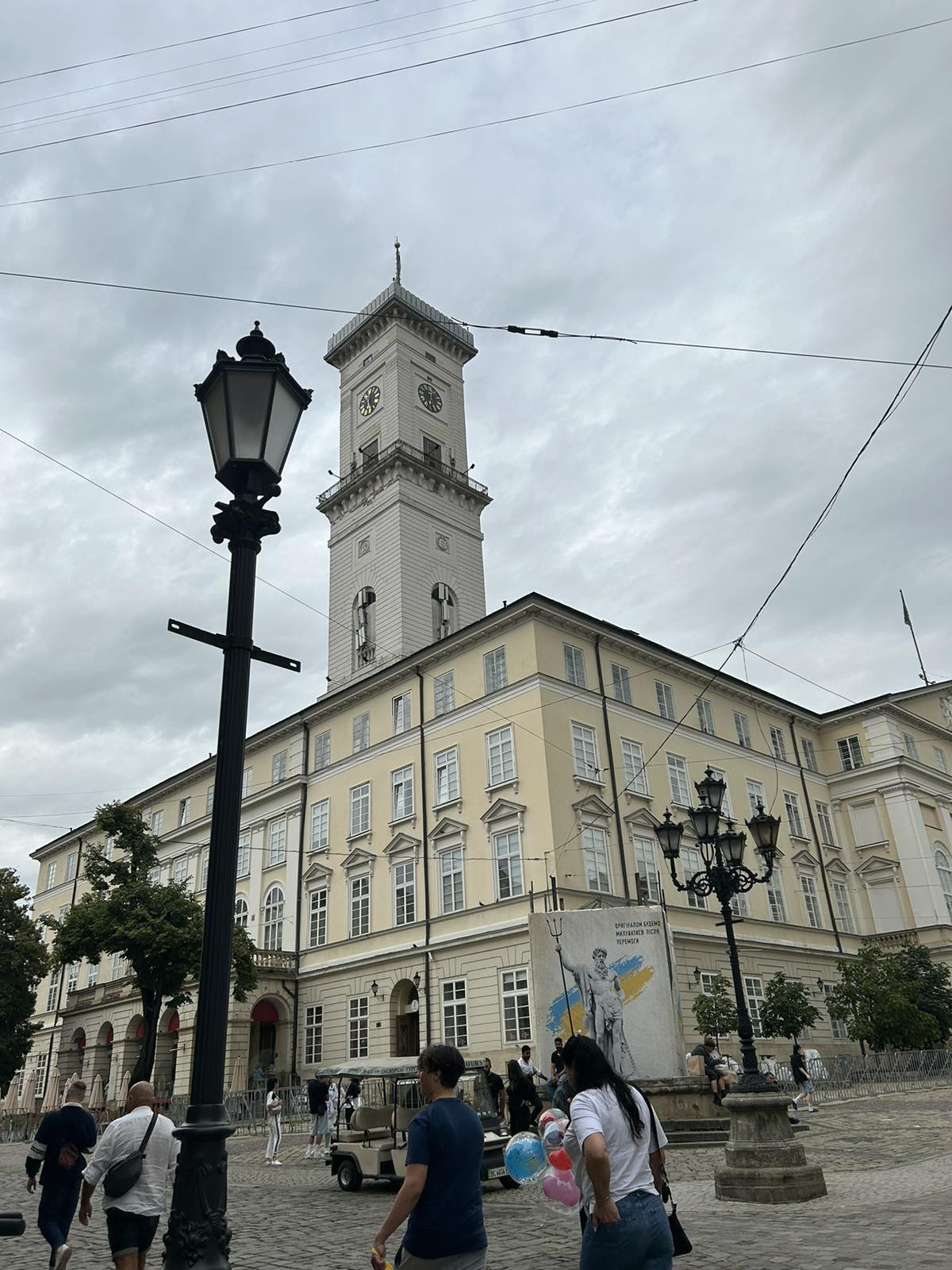
Ратуша на площі Ринок у Львові

У центрі площі стоїть будівля ратуші. Тут у всі часи і донині урядують виборчі органи міської влади. В середньовіччі містом керував бурмістр, рада, що відала міським бюджетом і податками, та лава, що чинила суд. Нинішня ратуша, що розташована у центрі площі, збудована у 1827—1835 роках в стилі класицизм.

### Кам'яниця Бандінеллі

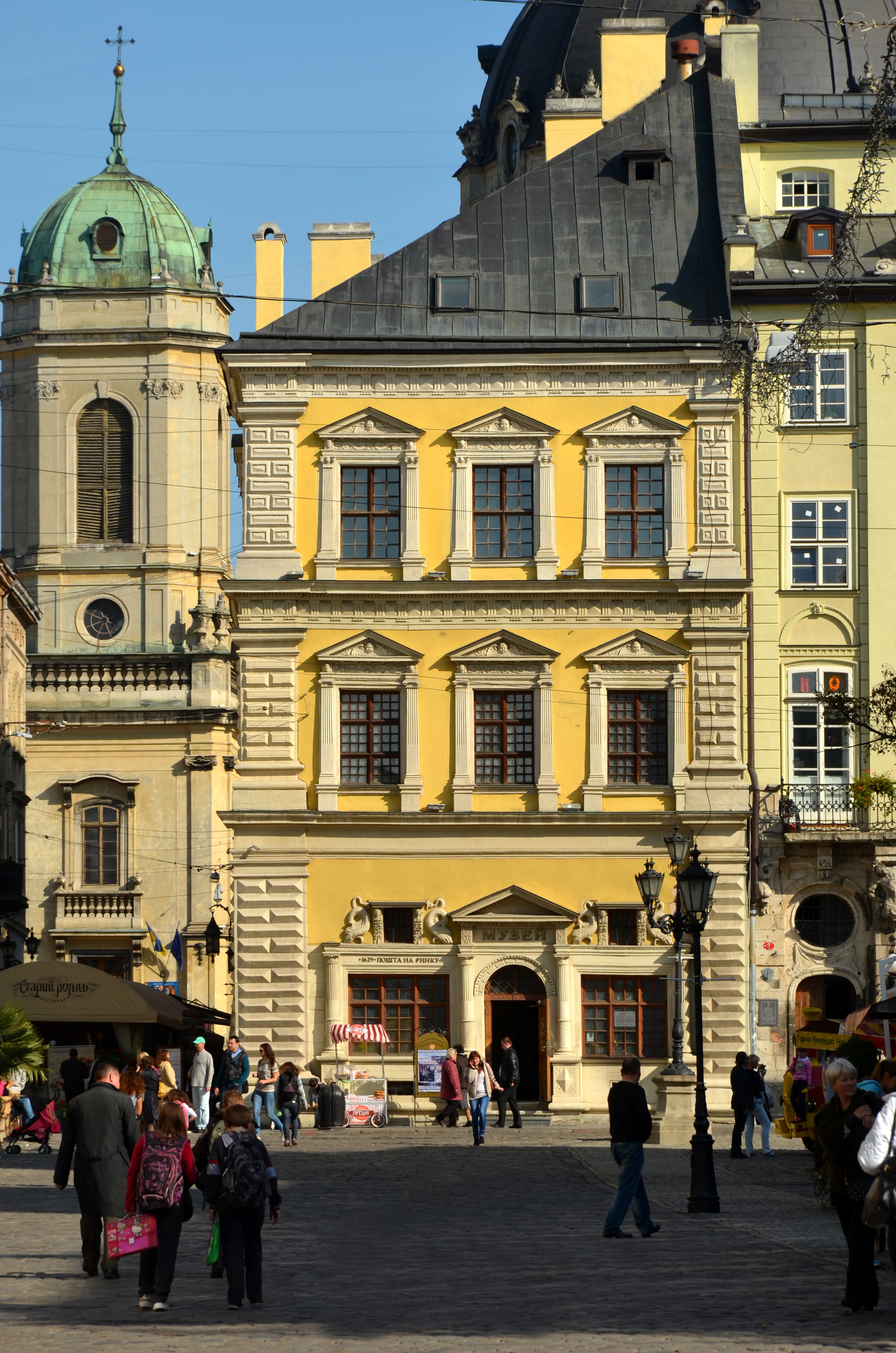
Кам'яниця Бандінеллі

Сучасна пл. Ринок № 2. Свою назву дістала від прізвища власника італійця Роберто Бандінеллі, який 1629 року організував у будинку пошту, звідки поштові кур'єри двічі на тиждень відвозили кореспонденцію в різні куточки Європи. На фасаді будинку зображені дельфіни, які є символом успішної торгівлі. У цьому ж будинку розташовано відділи Львівського історичного музею, зокрема, відділ історичних коштовностей «Королівські Зали». 12 грудня 2008 року в палаці Бандінеллі відбулося урочисте відкриття Музею пошти.

### Кам'яниця Убальдіні
Кам'яниця № 3 названа за прізвищем родини львівських міщан італійського походження, котрі володіли попереднім будинком на цьому місці. Нинішній бароковий споруджено 1772 року за проєктом Петра Полейовського на старих фундаментах, що походили ймовірно ще з XV століття. Скульптурне оздоблення, зокрема фігури атлантів, що підтримують балкон виконав Франциск Оленський. Розписи інтер'єрів зробив Станіслав Строїнський (не збереглися). Надалі через зміну власників кам'яницю часом звано «Бзовською» і «Валентинівською». У 1834—1840 роках тут мешкав граф Станіслав Скарбек.

### Чорна кам'яниця

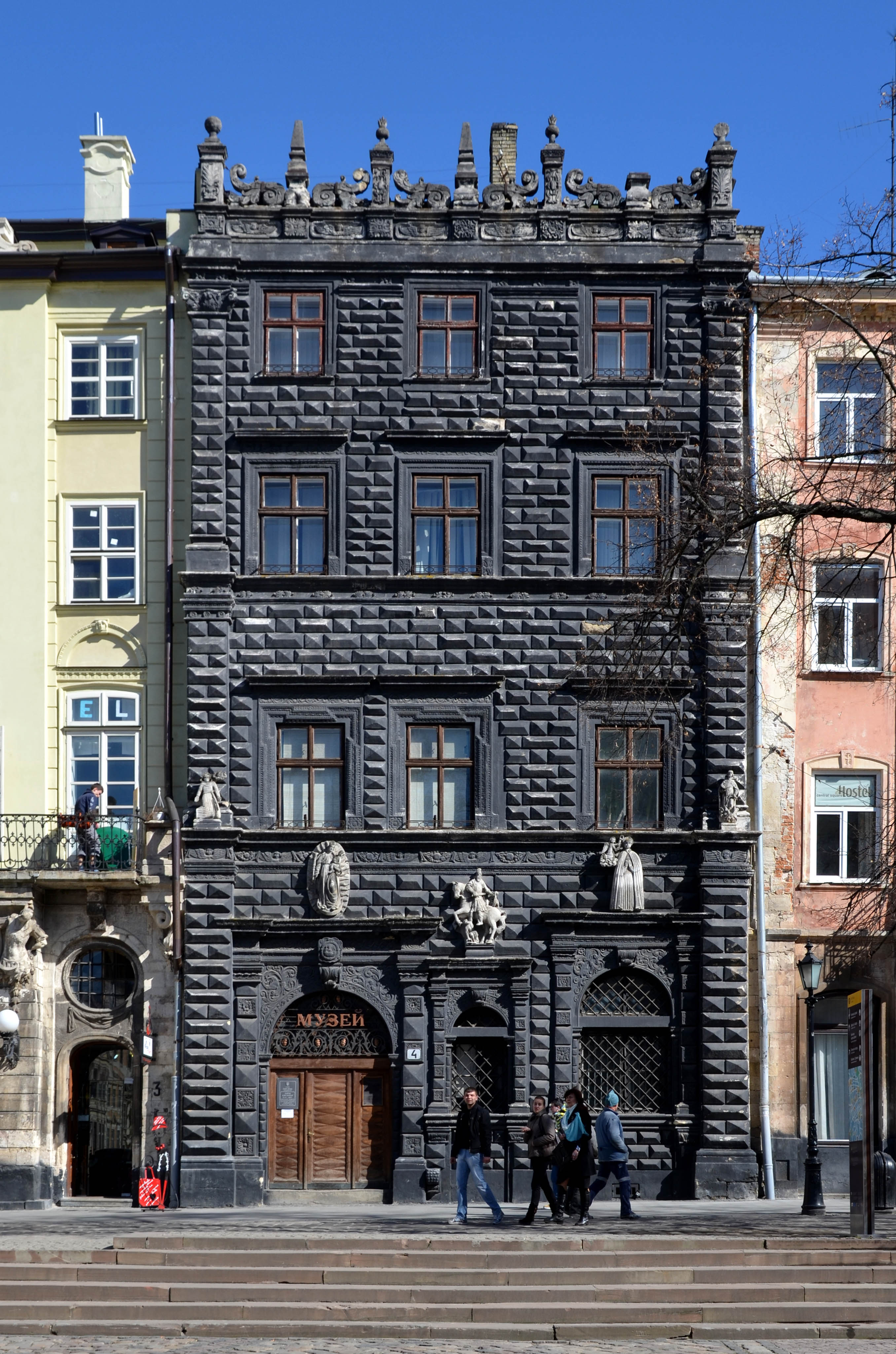
Чорна кам'яниця

Сучасна пл. Ринок № 4. Збудована у 1588—1589 роках італійськими архітекторами Павлом Римлянином і Петром Барбоном. Фасад будинку покритий кам'яним діамантовим рустом, котрий потемнів з часом. Звідси і назва будинку. Будинок має багатий декор інтер'єрів, котрі можна вільно оглянути, відвідавши розташований тут історичний музей міста Львова. У 2019 році завершено трирічну реставрацію кам'яниці.

### Палац Корнякта

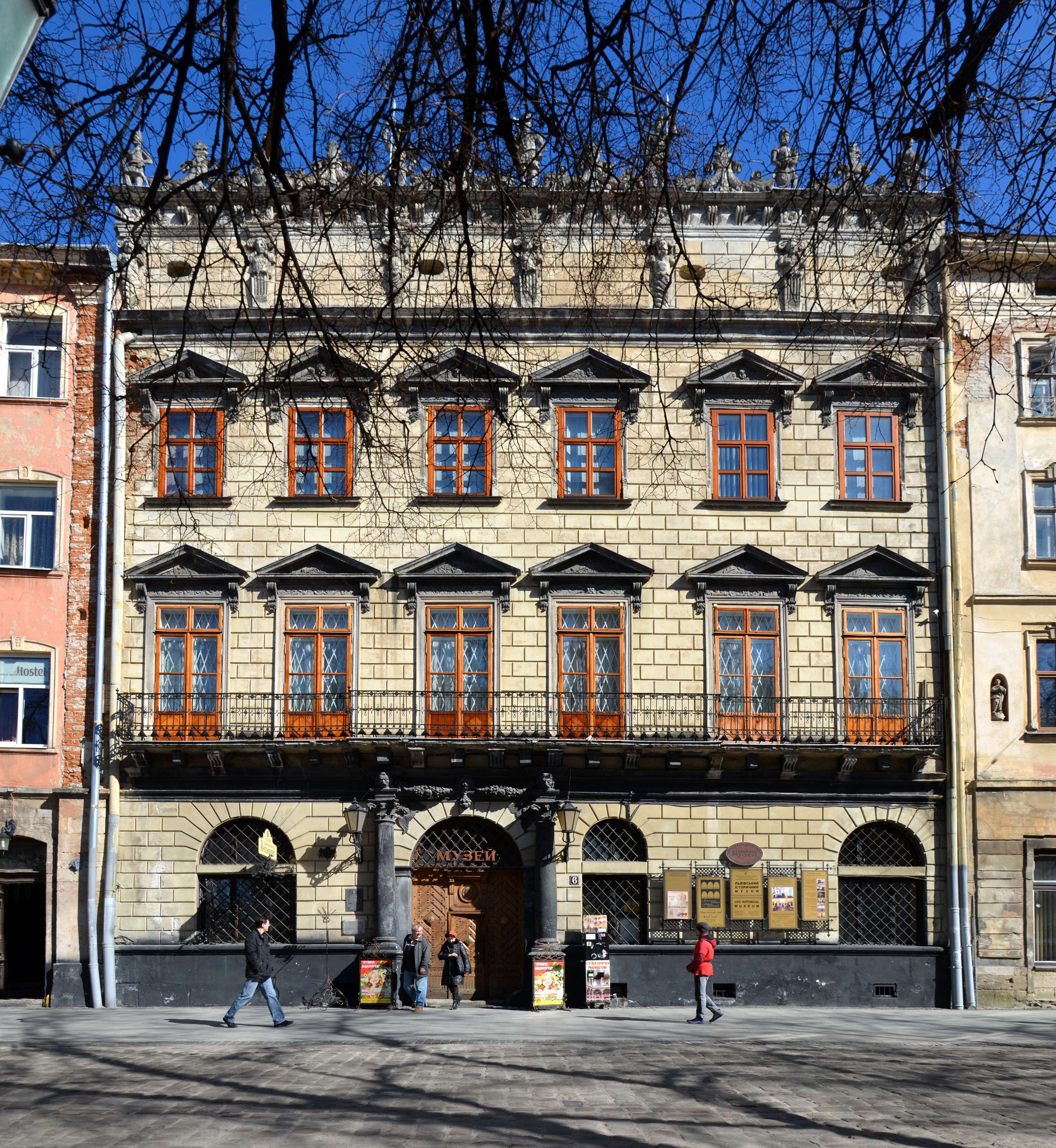
Палац Корнякта

Сучасна пл. Ринок № 6. Збудована у 1580 році тими ж архітекторами, що будували Чорну кам'яницю. Замовником був заможний грецький купець Костянтин Корнякт, котрий міг собі дозволити розкішний шестивіконний будинок на центральній площі середньовічного міста. Внутрішній дворик будинку оточений з трьох сторін відкритою аркадою. Львів'яни називають його італійським за схожість з ренесансними двориками Флоренції та Рима. Нині будинок належить Львівському історичному музею. В італійському дворику влітку працює кав'ярня, а вечорами відбуваються концерти класичної музики. Як і попередні два будинки, збудований у стилі ренесансу.

### Палац Любомирських
Сучасна пл. Ринок № 10. Класичний взірець бароко. Своєю назвою завдячує графові Любомирському, котрий перебудував будівлю для власного житла в 1760 році. В 1895 році палац придбало товариство «Просвіта», котре об'єднало творчі сили української інтелігенції довкола ідеї просвіти простого народу і покращення його долі. 1975 року після адаптації в будинку відкрита експозиція з фондів музею етнографії та художнього промислу.

### Кам'яниця Юстгляцівська
Сучасна пл. Ринок, № 12. Кам'яниця збудована у XVI столітті. Тоді власником кам'яниці був радник Йодок Ґляч, від прізвища якого й походить її назва. У 1870-х роках власниками будинку були Самуель Фішер та Сімхе Менкес Райхер. У 1878 році Сімхе Менкес Райхер у подвір'ї кам'яниці збудував невелику за розмірами синагогу «Шомрей Шабат». Синагога зруйнована під час німецької окупації і по війні ця споруда не була знесена, а перебудована під житло. Кам'яниця внесена до реєстру пам'яток архітектури національного значення під охоронним № 326/11.

### Венеційська кам'яниця
Сучасна пл. Ринок, № 14. Має над вхідним порталом кам'яний герб Венеційської республіки — лев з розкритою книгою. Кам'яниця перебудована Павлом Римлянином за участю Павла Щасливого 1589 року у ренесансному стилі на місці давнішої готичної кам'яниці Гінковської (XVI століття) на замовлення консула Венеційської республіки у Львові та купця Далмати Антоніо Массарі.

### Кам'яниця Бєльських (Більських, Кайзерівська, Кралівська)
Сучасна пл. Ринок, № 20. Житловий будинок збудований у XVI столітті. Будинок цегляний, тинькований, витягнутий вглиб ділянки, чотириповерховий. Фасад вирішений у стилі рококо, його прикрашають витончені вази, ліпні гірлянди, фігурні консолі балкону другого поверху з ажурною металевою решіткою. Скульптурний декор виконаний у 1786 році скульптором Франциском Оленським.

### Кам'яниця Шольц-Вольфовичів

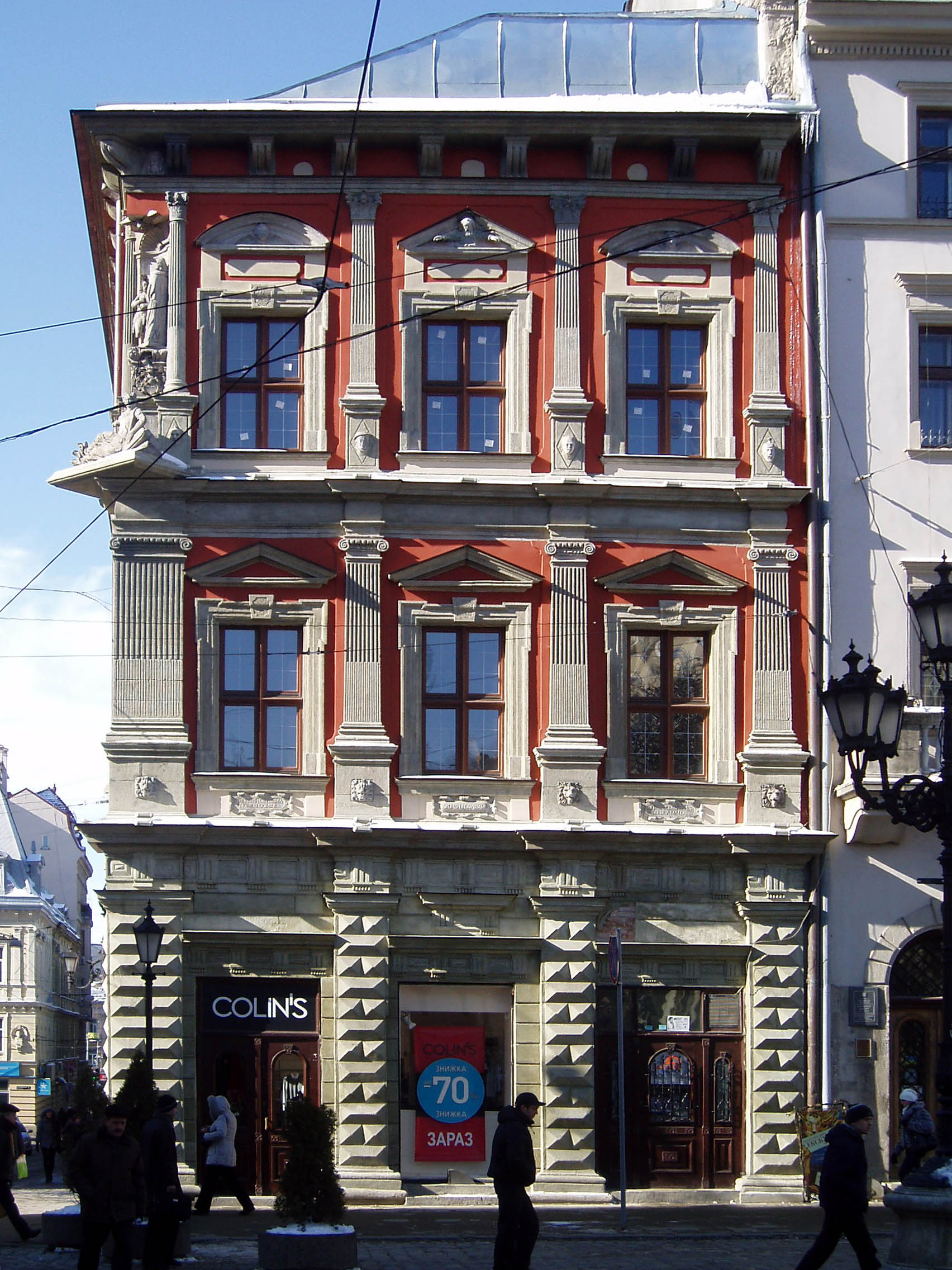
Кам'яниця Шольц-Вольфовичів

Сучасна пл. Ринок № 23. Збудований у 1570 році на замовлення вихідців зі Сілезії Шольц-Вольфовичів в стилі ренесансу. Фасад будинку багато декорований як біблійними скульптурними композиціями, так і скульптурними портретами звичайних львів'ян.

### Кам'яниця Массарівська
Сучасна пл. Ринок № 24. Відбудований після пожежі 1527 року в ренесансних традиціях. Свого часу його власником також, як і Венеційської кам'яниці, був Антоніо Массарі. Це ще один будинок на площі, де можна оглянути експозицію історичного музею.

### Кам'яниця Гепнерівська (також «Кам'яниця з афоризмами»)
Сучасна пл. Ринок № 28. Зберігся у незмінному виді з часу своєї відбудови на початку XVII століття. Це одна з найкращих пам'яток львівської житлової архітектури епохи Ренесансу. Будівлю спорудив львівський райця і доктор медицини Павло Домінік Гепнер. Він поселився у приміщенні 1610 року. Відтоді будинок називали Гепнерівським, Докторівським та Домініківським.
Уся будівля над вікнами «всипана» латинськими прислів'ями — вони натякають на фах власника: «Quis dives? Qui nil cupiat quis pauper? Avarus» («Хто ж багач? Хто не має жадань. А хто вбогий? Захланний». Фраза з твору пізньолатинського поета Авзонія), «Nunquam discrepat utile a decoro» («Ніколи не дисонує корисне з красивим». Фраза з твору Авзонія), «Deus meus et omnia» («Ти мій Бог і моє все». Гасло францисканців, «Ubi charitas ibi Deus» («Де милосердя, там Бог». Перегукується з першим посланням Івана Богослова), «Ubi uber ibi tuber» («Вщерть добра є — випирає». Латинське прислів'я), «Ubi opes ibi amici» («Де багатство, там і друзі». Овідій), «Probus invidet nemini» («Добрий не заздрить нікому». «Тімей» Цицерона), «Domat omnia virtus» («Чеснота долає все»), «Virtutis praemium honor» («Нагорода за доброчесність — шана». «Нікомахова естетика» Арістотеля), «Sola triumfatat virtus» («Лише доброчесність тріумфує»), «Imis alta» («Низьким висока»). Декілька аналогічних фраз також можна побачити і на фасаді іншої будівлі — № 23.

### Кам'яниця Коритовського
Сучасна пл. Ринок № 29. Збудовано для останнього коменданта львівського (польського) гарнізону полковника Феліц'яна Коритовського у 1766—1778 роках. Під час будівництва широко застосовувалася праця полонених гайдамаків, яких по закінченню будівництво було страчено і керував процесом страти полковник Ф. Коритовський. Будинок з великим внутрішнім подвір'ям, має наскрізний прохід на вулицю Театральну, 12. У XIX столітті цей прохід мав назву пасаж Андреоллі, що походить від імені швейцарського купця Домініко Андреоллі, що прибув у 1803 році до Львова, а 1825 року відкрив тут власну цукерню.
Північна сторона площі найбільш змінена. Як свідчать архівні джерела, у 1765 році всі будови цієї сторони площі були зруйновані. Фасади первісних будівель змінені, де-не-де збереглося середньовічне планування, уціліли поодинокі фрагменти.

### Кам'яниця Реґульовська
Будинок під № 30 збудований у XVI столітті для міщанина Якуба Реґула. 1767 року у ліктьовому податку будинок згадується як шляхетська кам'яниця під назвою «Реґульовська». Упродовж XIX століття у будинку неодноразово проводилися ремонти та часткові реконструкції. 1902 року кам'яницю придбав Генрик Бачевський. На першому поверсі облаштував фірмову крамницю родинної фірми Бачевських. Крім, крамниці тут також містився склад готової продукції. Від 1931 року в партері працювала гуртівня текстилю, що працювала і у радянські часи, але вже як магазин «Тканини». Після реставрації початку XXI століття на партері та у пивницях будинку облаштували кав'ярню «Світ кави».

### Торговий дім Ціпперів
Будинок під № 32, колишній універмаг «Trust» родини Ціпперів, зведений 1912 року фірмою Едмунда Жиховича за проєктом Міхала Лужецького у стилі модерн з елементами історизму.
Попередницею була кам'яниця капітана Домініка Вільчека, збудована наприкінці XVIII століття на місці чотирьох, або п'яти старіших будинків площі Ринок і нинішньої Шевської. Один з них Вільчек успадкував, сусідні ж — придбав протягом 1765—1777 років.

### Кам'яниця Майдашевичівська
Рік будівництва кам'яниці на пл. Ринок, 35 невідомий. Близько 1750 року стара кам'яниця перебувала у «повній руїні», яку відновили у 1785 році. У 1886–1887 роках проведено ґрунтовну реконструкцію будинку за проєктом архітектора Ігнатія Віняжа.

### Кам'яниця Гєлазинівська
Будинок на пл. Ринок, 36 споруджений у 1778—1781 роках за проєктом французького архітектора П'єра-Дені Ґібо. У кінці 1700-х років тут проживав польський військовий діяч Юзеф Понятовський. На початку XX століття у будинку була крамниця «Народної торгівлі» українського Крайового споживчого союзу. У кам'яниці збереглися написи латинською мовою: «Ісус дня 1-го липня» й «Марія року Божого 1730».

### Кам'яниця Ґросваєрівська

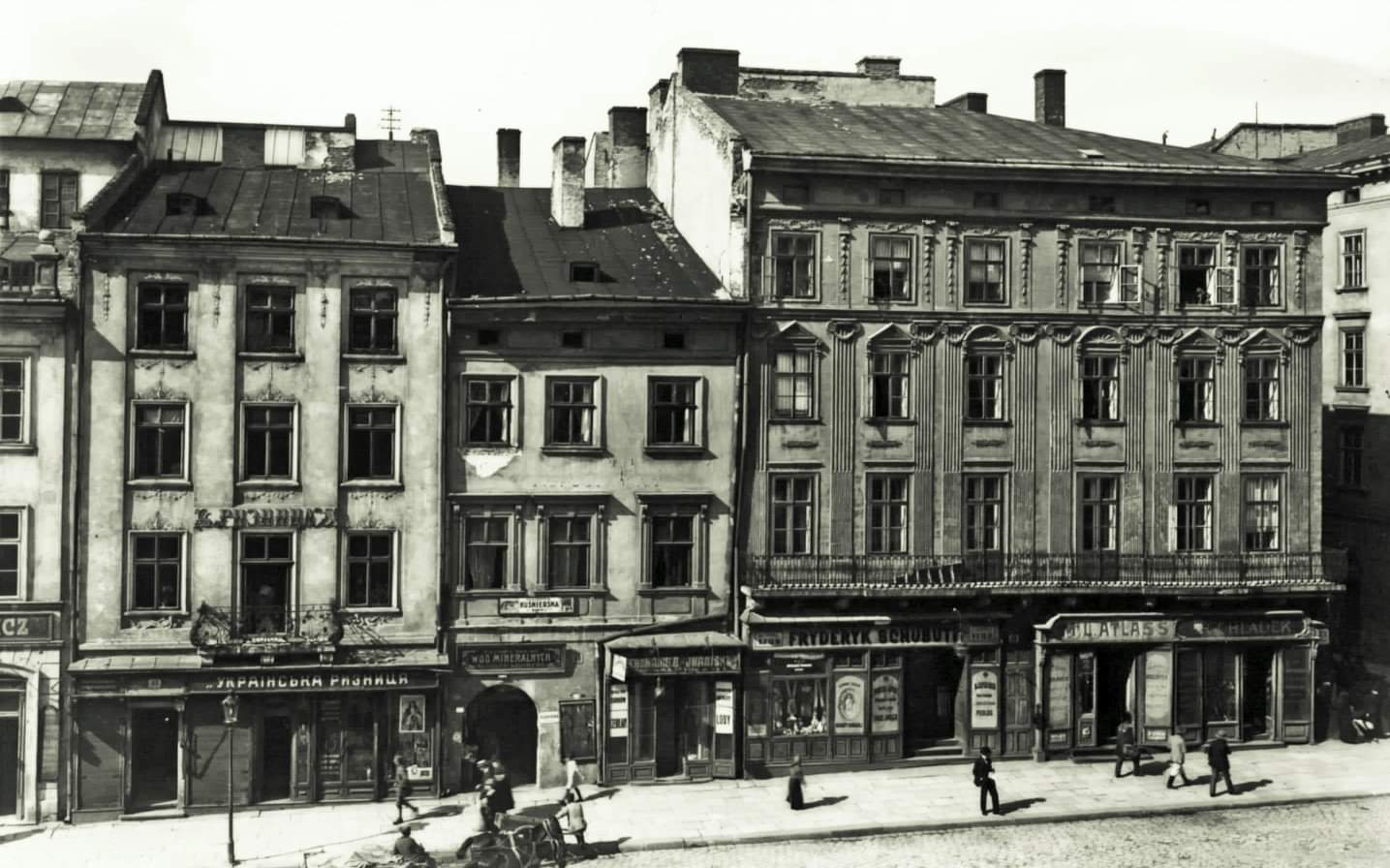
площа Ринок

Сучасна пл. Ринок, 37. Назва кам'яниці походить від прізвища власника будинку, львівського лікаря, доктора медицини, міського райця з 1640 року й бурмистра Львова Мартина Ґросваєра. Назва ця утримувалася й пізніше, у XVIII столітті, коли кам'яниця перейшла у власність родини заможних купців вірменського походження — Тер-Захарясевичів, званих також Анґелками, які торгували на першому поверсі сукном та винами. Тер-Захарясевичі були фундаторами братства Святої Трійці при вірменській катедрі Успіння Пресвятої Богородиці у Львові. Імовірно, наприкінці XVIII—середині XIX століття капітально реконструювали кам'яницю, про що свідчить оновлений вистрій фасаду та надбудований четвертий поверх. У 1890 році за проєктом архітектора-будівничого Яна Шульца прибудована триповерхова тильна офіцина, 1923 року — добудовано четвертий поверх над офіциною. 1985 року проведені ремонтно-реставраційні роботи на рівні партеру та підвальних приміщень, реконструйовано інтер'єр під фірмовий магазин «Весна». Упродовж останніх років на першому поверсі функціонує галерея «Арт-11».

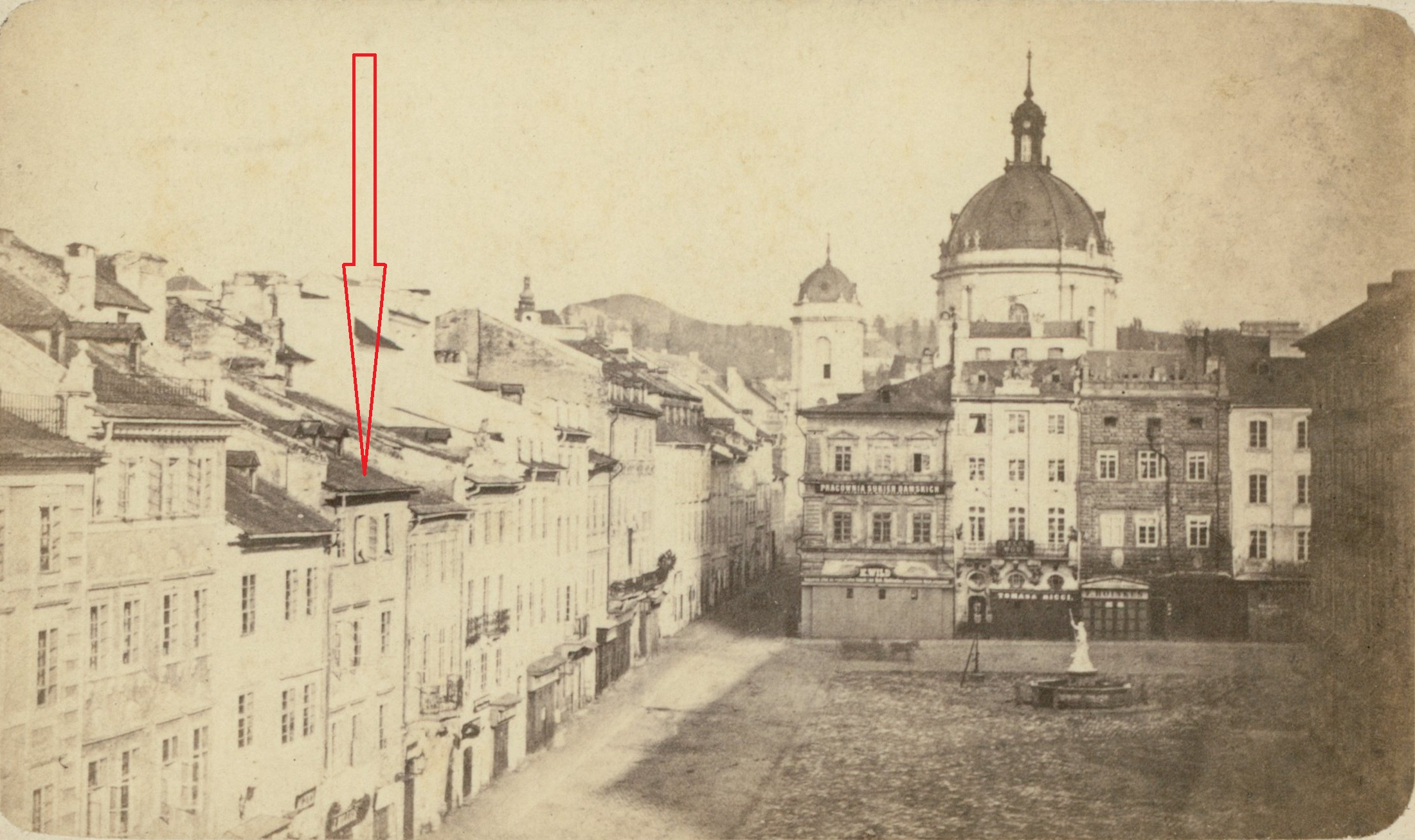
Площа ринок, 1865 рік

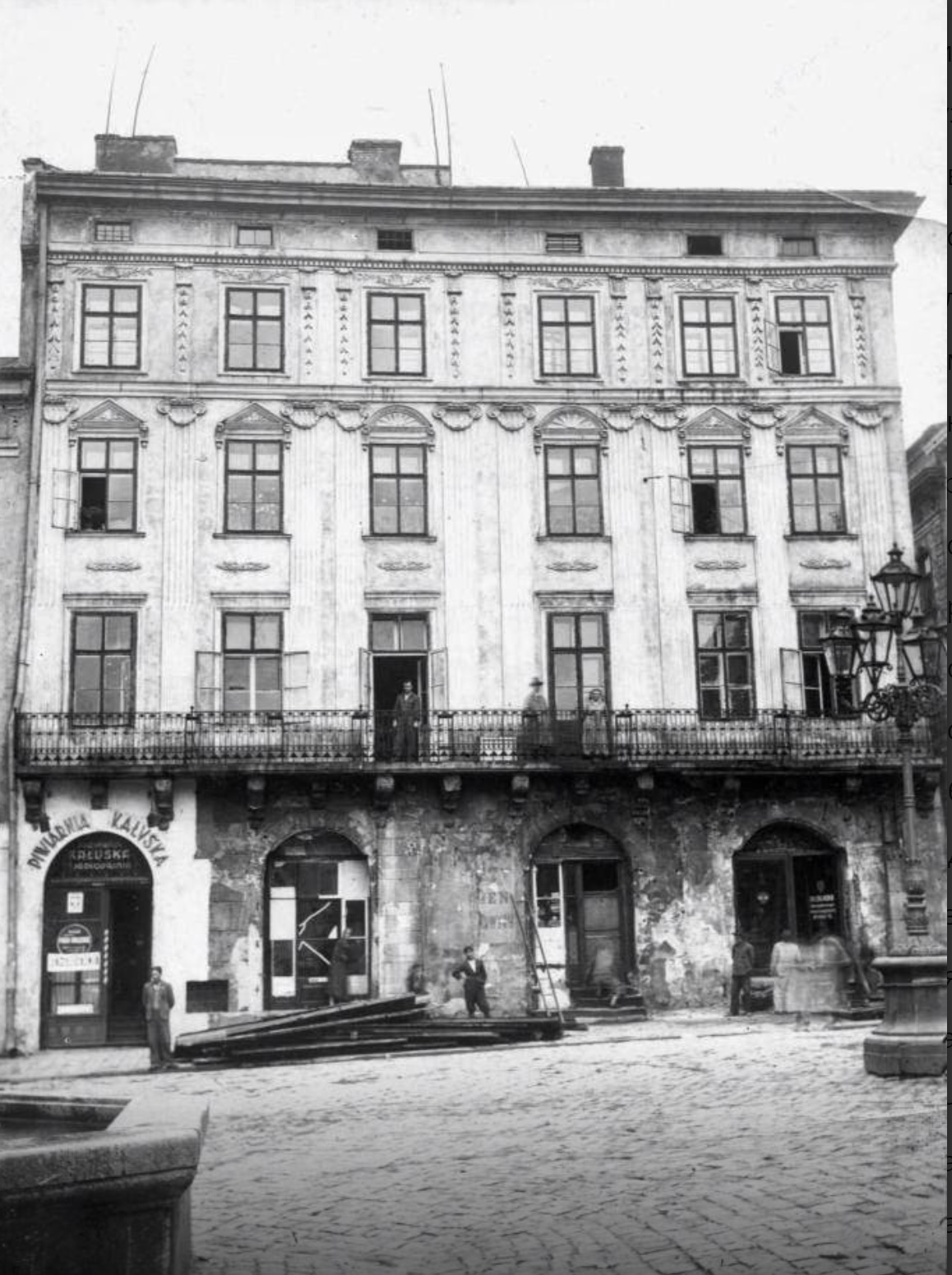
Ресторан Атляс

### Кам'яниця «Толочківська»
Сучасна пл. Ринок, 39. Назва кам'яниці походить від прізвища власника будинку, проте будівля, яку ми бачимо сьогодні на місці давньої «Толочківської кам'яниці», є пам’яткою архітектури модерної доби: вона датується (повністю, включно з фундаментами) 1895–1896 роками. Ця нова триповерхова кам'яниця будувалася за проєктом Вінцентія Кузневича. Внесена до реєстру пам'яток архітектури місцевого значення під охоронним № 326/36-м.

### Кам'яниця «Під оленем»
Сучасна пл. Ринок, 45. Будинок споруджений у 1803 році шляхом об'єднання кам'яниць Кудличівської та «Під оленем», збудованих на початку XVII століття. Тому він і має шість вікон по фасаду, хоча шляхті не належав. У 1711 році тут працювала аптека Золоторовичів, а сама наріжна кам'яниця мала назву «Під оленем», яка ще у XVII столітті дала первісну назву сусідній вулиці Друкарській — «Дорога за оленем». Стіни з тесаного камені та готичні склепіння належать попереднім спорудам. Під час реставрації 1934 року відкрито готичну арку порталу, яка представлена у вигляді зондажу. На дворовому фасаді збереглися давні кам'яні консолі галереї. За радянських часів спочатку трикотажна артіль імені 8 Березня, згодом — трикотажне ательє, потім у 1990-х роках — магазин спортивного одягу «Ріббок», а 2002 року тут відновили кнайпу «Атляс», яка у 1920—1930-х роках була чи не найпопулярнішою в місті. Знаменитий львівський вислів «зайти до пана Едзя», тобто до туалету, виник саме у цій кнайпі, куди заходило за нагальної потреби багато львів'ян. Власником закладу тривалий час був Едзьо (Ернест) Тарлерський, від перекрученого імені якого й виник цей вислів.

## Фонтани
Для забезпечення міста водою на східному боці площі Ринок у 1407 році збудували водорозподільний пункт, куди збігалася вода з водогонів Венглінського джерела.
У XVIII столітті цих водогонів було вже шістнадцять. Води стікалися у водойму «Мелюзина» назва, якої походить від величезної бронзової статуї феї Мелюзини, що прикрашала водойму. Але місто розбудовувалося і однієї водойми було замало. Так, у 1697 році на південно-західному розі площі Ринок спорудили ще одну. Її назвали «Нептун» через дерев'яну статую бога морів, якою вона була прикрашена. Третю водойму спорудили 1744 року на південно-східному розі площі (нинішній фонтан «Діана»).
На початку XIX століття на Ринку було споруджено чотири фонтани — по одному на кожному розі площі. При будівництві двох з них (нині — «Нептун» і «Діана») використали вже згадані водойми. Кожен фонтан має восьмигранну чашу, яка стоїть на бруківці, — у центрі зірки, викладеної червоним і чорним каменем. У центрі чаші — статуя персонажу античної міфології: бог морів Нептун, біля ніг якого розмістився дельфін, його дружина Амфітріта, також із дельфіном, богиня полювання Діана з двома собаками і серед цих безсмертних — герой Адоніс із собакою і вбитим ним кабаном. Дата спорудження статуй точно невідома. У документах вперше згадують 1815 року. На думку львівського мистецтвознавця Юрія Бірюльова вони могли бути створені в період з 1810 по 1814 роки. Ймовірно, встановлені перед урочистостями на Ринку з нагоди повернення цісаря Франца I до Відня. Автором статуй був відомий скульптор Гартман Вітвер.
Фонтани Ринку не є фонтанами в прямому значенні цього слова — це криниці. Вода з них не б'є, а витікає двома струменями. Чаші фонтанів наповнювала вода, а перекупки, що торгували на ринку, мили тут зелень і відсвіжували фрукти. 1914 року російські козаки напували з фонтанів коней. Після чергового акту вандалізму над скульптурою Нептуна, у 2007 році Львівська міська рада ухвалила рішення про розташування камер спостереження по периметру площі.
На ринку є ще один Нептун, або, як його частіше називають, Посейдон (що одне і те ж саме). На будинку, що на пл. Ринок, 8 вирізьблений рельєф, де Посейдон мчить на морських конях. Цей будинок у XVII століття належав вірменам Бернатовичам, одній із найбагатших родин Львова. У XIX столітті будинок капітально перебудували, на фасаді з'явилися рельєфи, у тому числі «Посейдон» роботи скульптора Гаврила Красуцького.
Дельфіни, як символи морської торгівлі, з'явилися на будинках № 2 і № 3 на пл. Ринок. На вул. Руській, 8, та на вул. Краківській, 11, можна також побачити рельєфи дельфінів. Є дельфін і на будинку Національного банку на вул. Коперника, 4. Біля брами будинку № 4 на вул. Словацького також є скульптура дельфіна, на якому сидить путті.

## Транспорт і пішохідна зона
Вже у 1895 році через площу Ринок курсували електричні трамваї. Станом на 2021 рік через площу курсує трамвайні маршрути № 2, однак на площі є лише одна трамвайна зупинка «Пл. Ринок» у напрямку до вулиці Руської. Трамвай — єдиний вид транспорту, який має право руху через площу Ринок — вона разом з прилеглими вулицями має статус пішохідної зони, в яку заборонено в'їзд будь-якого транспорту, окрім спеціального. В'їзд в денний час на площу Ринок обмежується з допомогою висувних болардів.

## Площа Ринок в кінематографі
Площа Ринок є одним з найпопулярніших об'єктів міста та інколи використовується як знімальний майданчик історичних фільмів, рекламних роликів та музичних кліпів. Зокрема, у 1970 році на площі Ринок знімали епізоди до фільму «Старики-розбійники».

## Події
- 1 травня 1890 року на площі перед львівською ратушею відбувся багатотисячний мітинг, організований товариством друкарів. На мітингу головував редактор газети «Праця» Йосип Данилюк. Учасники мітингу прийняли резолюцію, у якій вимагали встановлення восьмигодинного робочого дня, загального виборчого права та запровадження навчання рідною мовою. 29 квітня 1977 року на фасаді будинку ратуші встановлена меморіальна таблиця, що сповіщає про цю подію[29].
- Фестиваль українсько-польського партнерства.
- Щорічний міжнародний фестиваль фольклору «Етновир».